# San Juan Bautista
San Juan Bautista este un oraș din departamentul Misiones, Paraguay.